# Municipio El Alto
Das Municipio El Alto (genauer: "El Alto de La Paz") liegt im Departamento La Paz im südamerikanischen Anden-Staat Bolivien.

## Lage im Nahraum
Das Municipio El Alto ist eines von fünf Municipios der Provinz Murillo und liegt im westlichen Teil der Provinz. Es grenzt im Westen an die Provinz Los Andes, im Südwesten an die Provinz Ingavi, im Süden an das Municipio Achocalla und im Osten an das Municipio La Paz.
Das Municipio hat vier separate Ortschaften (localidades), der zentrale Ort des Municipios ist El Alto mit 842.378 Einwohnern im südöstlichen Teil des Municipios.

## Geographie
Das Municipio El Alto liegt am östlichen Rand des bolivianischen Altiplano auf einer mittleren Höhe von 4000 m direkt westlich der Anden-Gebirgskette der Cordillera Central. Das Klima der Region ist ein typisches Tageszeitenklima, bei dem die Temperaturschwankungen im Tagesverlauf stärker ausfallen als im Jahresverlauf.
Die mittlere Durchschnittstemperatur des Municipio liegt bei 9 °C, der Jahresniederschlag beträgt etwa 600 mm (siehe Klimadiagramm). Die Region weist ein ausgeprägtes Tageszeitenklima auf, die Monatsdurchschnittstemperaturen schwanken nur unwesentlich zwischen 7 °C im Juli und 11 °C im Dezember. die Monatsniederschläge liegen zwischen unter 10 mm in den Monaten Juni und Juli und über 100 mm im Januar und Februar.

## Bevölkerung
Die Einwohnerzahl des Municipio El Alto ist zwischen 1992 und 2024 auf mehr als das Doppelte angestiegen:
| Jahr | Einwohner | Quelle       |
| ---- | --------- | ------------ |
| 1992 | 405.492   | Volkszählung |
| 2001 | 649.958   | Volkszählung |
| 2012 | 843.934   | Volkszählung |
| 2024 | 885.035   | Volkszählung |

Das Municipio hatte bei der letzten Volkszählung von 2024 eine Bevölkerungsdichte von 2.610,7 Einwohnern/km². Die Lebenserwartung der Neugeborenen im Jahr 2001 lag bei 62,1 Jahren, die Säuglingssterblichkeit war geringfügig von 6,5 Prozent (1992) auf 6,4 Prozent (2001) gesunken.
Der Alphabetisierungsgrad bei den über 19-Jährigen beträgt 90,8 Prozent, und zwar 97,3 Prozent bei Männern und 84,8 Prozent bei Frauen (2001).
95,4 Prozent der Bevölkerung sprechen Spanisch, 52,9 Prozent sprechen Aymara, und 2,9 Prozent Quechua. (2001)
14,8 Prozent der Bevölkerung haben keinen Zugang zu Elektrizität, 36,7 Prozent leben ohne sanitäre Einrichtung (2001).
81,2 Prozent der 165.320 Haushalte besitzen ein Radio, 70,5 Prozent einen Fernseher, 25,8 Prozent ein Fahrrad, 0,7 Prozent ein Motorrad, 8,6 Prozent einen PKW, 10,5 Prozent einen Kühlschrank, 18,1 Prozent ein Telefon. (2001)

## Politik
Ergebnis der Regionalwahlen (concejales del municipio) vom 4. April 2010:
| Wahl- berechtigte |  | Wahl- beteiligung | gültige Stimmen |  | MAS-IPSP | MSM    | UN     | MPS    | ASP   |
| ----------------- |  | ----------------- | --------------- |  | -------- | ------ | ------ | ------ | ----- |
| 492.385           |  | 437.946           | 281.354         |  | 126.600  | 72.412 | 62.219 | 11.147 | 8.976 |
|                   |  | 88,9 %            | 64,2 %          |  | 45,0 %   | 25,7 % | 22,1 % | 4,0 %  | 3,2 % |

Ergebnis der Regionalwahlen (elecciones de autoridades políticas) vom 7. März 2021:
| Wahl- berechtigte |  | Wahl- beteiligung | gültige Stimmen |  | MAS-IPSP | J.A.LLALLA.L.P. | PBCSP   | MTS    | UN     | VENCEREMOS | SOL.BO | FPV    |
| ----------------- |  | ----------------- | --------------- |  | -------- | --------------- | ------- | ------ | ------ | ---------- | ------ | ------ |
| 703.901           |  | 634.038           | 581.069         |  | 238.485  | 195.065         | 79.578  | 25.311 | 8.418  | 7.585      | 6.427  | 5.941  |
|                   |  | 90,07 %           | 91,65 %         |  | 41,04 %  | 33,57 %         | 13,70 % | 4,36 % | 1,45 % | 1,31 %     | 1,11 % | 1,02 % |

## Gliederung
Das Municipio ist nicht weiter in Kantone (cantones) untergliedert, sondern besteht aus folgenden vier Unterkantonen (subcantones):
- 02-0105-0100-1 Subkanton Ciudad El Alto – 842.378 Einwohner (Volkszählung 2012)
- 02-0105-0100-7 Subkanton Alto Milluni – 331 Einwohner
- 02-0105-0170-2 Subkanton El Ingenio – 886 Einwohner
- 02-0105-0170-5 Subkanton Milluni Bajo – 339 Einwohner

## Ortschaften im Municipio El Alto
- Subkanton Ciudad El Alto
  - El Alto 842.378 Einw.

- Subkanton El Ingenio
  - El Ingenio 886 Einw.